# 春日山鹿右エ門 (1819年生)
春日山 鹿右エ門（かすがやま しかえもん、1819年〈文政2年〉 - 1863年9月7日〈文久3年7月25日〉）は、越後国頸城郡（現在の新潟県上越市）出身で伊勢ノ海部屋に所属した力士。本名は小池 兵吉と伝わっているが詳細は不明。身長・体重とも不明。最高位は東前頭3枚目（文久3年（1863年）7月場所）。9代春日山を継いで二枚鑑札となった。

## 略歴
文政2年（1819年）の生まれ。出身は越後国頸城郡片町（東頸城郡浦川原村を経て現・新潟県上越市）。
伊勢ノ海に入門し、天保14年（1843年）10月場所で竹ノ越 兵吉の四股名で初土俵を踏んだ（西序ノ口）。弘化2年（1845年）2月に嶽ノ越に改名。弘化4年（1847年）11月場所で幕下に昇進、嘉永5年（1852年）2月に外ヶ濱 浪五郎に改名。嘉永3年（1850年）11月場所で幕下7枚目に上がって以降幕下上位（現在の十両格）に長くとどまり、安政6年（1859年）1月場所でようやく新入幕を果たす。勝率は5割に満たない水準で推移したが、闘志に溢れる容貌で土俵を沸かせた。文久2年（1862年）2月場所で9代春日山を継承し春日山 鹿右エ門に改名したが、それから1年半後の文久3年7月25日（1863年9月7日）に現役中のまま死去。45歳没。戒名は春巌義雲信士。
幕内通算 9場所 20勝28敗8分31休の成績を残した（うち10休は死没した文久3年7月の場所のものであり、同場所の東前頭3枚目が最高位でもある）。
改名歴：竹ノ越 兵吉 → 嶽ノ越 兵吉 → 外ヶ濱 浪五郎 → 春日山 鹿右エ門